# باشگاه فوتبال ارو
باشگاه فوتبال ارو (انگلیسی: FC Aarau) یک باشگاه فوتبال حرفه ای واقع در ارو، سوئیس است.

## تاریخچه
ارو در ۲۶ مه ۱۹۰۲ توسط کارگران یک کارخانه آبجوسازی محلی تشکیل شد. روزهای اولیه باشگاه موفقیت آمیز بود و آنها قهرمانی سوئیس را در ۱۲-۱۹۱۱ و سپس دوباره در ۱۹۱۳-۱۹۱۴ به دست آوردند. این باشگاه ۲۵ سال از سال ۱۹۰۷ تا ۱۹۳۳ را در لیگ برتر گذراند اما به لیگ پایین سقوط کرد و برای چندین دهه نتوانست به لیگ برتر بازگردد. در فصل ۱۹۸۰-۱۹۸۱ باشگاه توانست پس از پیروزی ۳-۱ مقابل ویوی اسپورتس به لیگ برتر فوتبال سوئیس بازگردد. آنها از آن زمان در آنجا ماندند و در فصل ۱۹۹۳-۱۹۹۲، با سرمربیگری رالف فرینگر اتریشی، قهرمان سوپر لیگ فوتبال سوئیس شدند.
باشگاه فوتبال ارو به عنوان یک تیم خوش شانس شناخته می شود، زیرا آنها از سال ۱۹۸۱ در لیگ برتر حضور داشتند و در موارد متعدد به سختی از سقوط نجات یافتند و این باشگاه لقب "Die Unabsteigbaren" را به خود اختصاص داد که به معنی "آنهایی که نمی توانند سقوط کنند" است.